# Chanlatte
Pour les articles homonymes, voir Chanlatte (homonymie).
La chanlatte ou chanlate est une latte de bois de section trapézoïdale fixée en bout des chevrons d’une charpente. La chanlatte reçoit le premier rang de tuiles.
Pour les toitures en ardoise, ce premier rang inférieur est nommé « battellement » et constitue l’égout de la toiture au-dessus du chéneau ou de la gouttière.
Sous une couverture en zinc, la chanlatte sert de pièce de fourrure d’angle.
Les chanlattes peuvent être remplacées par deux liteaux (ou latte à tuile) cloués l’un sur l’autre.
Le « chanlat » est également le nom de la planche de section triangulaire qui remplace a la fois la volige et le liteau pour soutenir la tuile plate dans le Bourbonnais[Lequel ?].
La chanlatte est aussi le nom meusien, meurthe et mosellan, mosellan, haut-marnais et vosgien de la gouttière.